# Rắn sọc đốm tím
Rắn sọc đốm tím (danh pháp: Maculophis bella) là một loài rắn nước duy nhất trong chi Maculophis khá hiếm gặp được phát hiện ở khu vực Trung Quốc, Myanmar và Việt Nam. 

## Phân loài - Phân bố
Loài rắn này hiện được quan sát thấy có 2 phân loài:
- Maculophis bella bella (hay Maculophis bellus bellus) ở tây Phúc Kiến, Vân Nam và Quảng Tây (Trung Quốc), Kachin (Myanmar), sông Hồng (Việt Nam)[1]
- Maculophis bella chapaensis ở Sa Pa (Sa Pa được người Pháp viết thành Cha Pa), Hoàng Liên Sơn (Việt Nam)[1]